# Abbeville (Caroline du Sud)
Pour les articles homonymes, voir Abbeville (homonymie).
Abbeville est une ville américaine de l'État de Caroline du Sud, située dans le comté d'Abbeville, dont elle est le siège. 

## Géographie
La ville est située dans le nord-ouest de l'État, à 70 km au sud de Greenville et à 130 km à l'ouest de Columbia.

## Histoire
La ville est fondée en 1764 par des colons huguenots et porte le nom de la ville française d'Abbeville . Elle devient une municipalité en 1840.

## Politique et administration
La ville est dirigée par un maire et un conseil de huit membres, élus pour un mandat de quatre ans.

### Liste des maires
| Période                                  | Période  | Identité               | Étiquette | Qualité |
| ---------------------------------------- | -------- | ---------------------- | --------- | ------- |
| Les données manquantes sont à compléter. |          |                        |           |         |
| 2016                                     | 2020     | Santana Delano Freeman |           |         |
| 2020                                     | en cours | Trey Edwards           |           |         |

## Culture et patrimoine

### Personnalités nées à Abbeville
- John Caldwell Calhoun (1782-1850), avocat, théoricien politique et homme d'État, vice-président de 1825 à 1832
- James L. Petigru (1789-1863), avocat et homme politique, procureur général de Caroline du Sud de 1822 à 1830
- Thomas D. Howie (1908-1944), surnommé le « major de Saint-Lô », officier de l'US Army tué au combat lors de la bataille de Normandie alors qu'il dirigeait les membres de son unité pour s'emparer de la ville ô combien stratégique de Saint-Lô